# Zimmerhof
Zimmerhof ist ein auf ein Hofgut zurückgehendes Dorf in Baden-Württemberg, das einst zur Gemeinde Heinsheim gehörte und seit 1950 ein Ortsteil der Stadt Bad Rappenau ist. Seine heutige Größe und Einwohnerzahl, die den Altort um ein Vielfaches übertrifft, erreichte der Ort erst durch die Ausweisung des Neubaugebiets Hausflur ab 1991.

## Geografie
Zimmerhof liegt im nordöstlichen Kraichgau nordöstlich des zentralen Bad Rappenau. Der Ort steht auf etwa 217–235 m ü. NHN an und in der noch wenig tiefen Mulde des Neckar-Zuflusses Mühlbach am Rand der Kraichgau-Hochfläche, die nur wenig östlich des Ortes rund 80 Höhenmeter tief zum Tal des Neckars selbst abfällt. Der das Dorf durchfließende Mühlbach entspringt südwestlich in Babstadt und fließt von Zimmerhof an nach Norden durch das Fünfmühlental zu seiner Mündung; von Westen her speisen ihn südlich des Ortes der Dobach, nördlich von ihr bei der Kugelmühle der Tiefenbach, der den zu Zimmerhof zählenden Römersee durchläuft.

## Geschichte

### Frühe Besiedlung

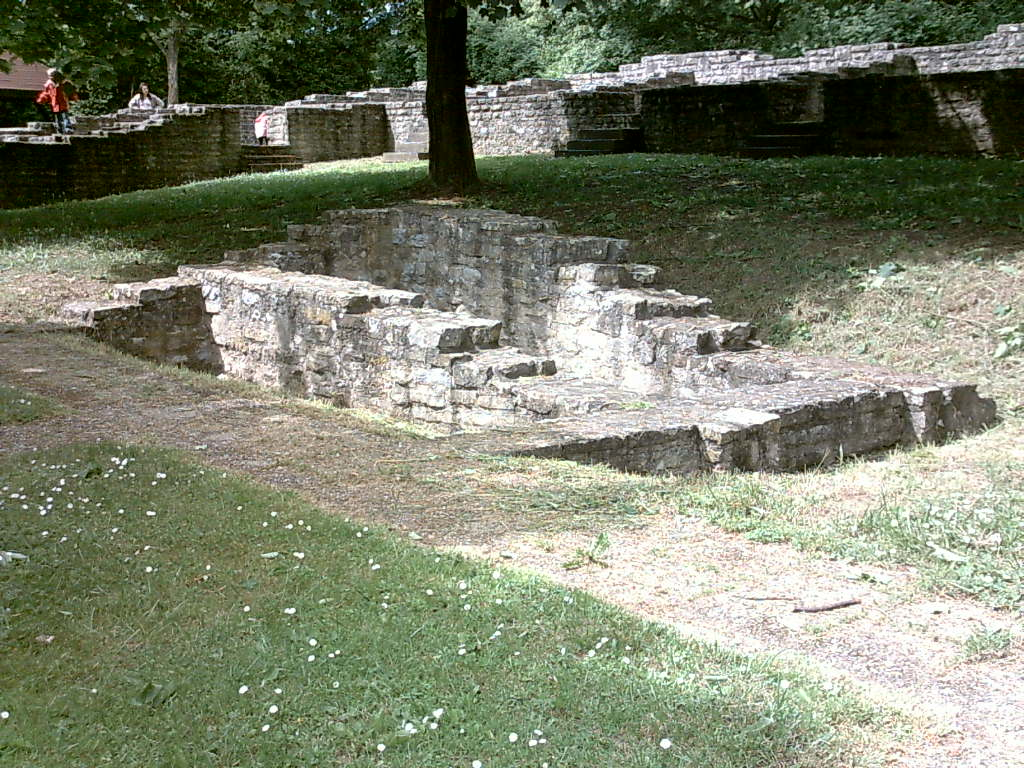
Römische Gebäudereste am Römersee

Der Name des Ortes leitet sich aus seinem Ursprung her: Der Zimmerhof war ein zwischen Bad Rappenau und Heinsheim liegendes Gehöft, in dem Zimmerleute Balken und Bretter aus dem im umliegenden Wald geschlagenen Holz fertigten. Auf die ebenfalls holzverarbeitenden Köhler gehen die umliegenden Flurnamen Kohlwald, Kohlrain und Kohlplatte sowie der Kohlhof zurück. Aus dem Zimmermannshof entwickelte sich ein Gutshof, und um diesen siedelte sich im Laufe der Zeit Wohnbebauung an.
Älteste Besiedlungsspuren auf dem Gebiet von Zimmerhof stammen aus der Zeit der Römer (1. bis 3. Jahrhundert n. Chr.), von denen die Fundamente der römischen Villa rustica am Römersee erhalten sind. Wann der heutige Gutshof angelegt wurde, ist unbekannt.

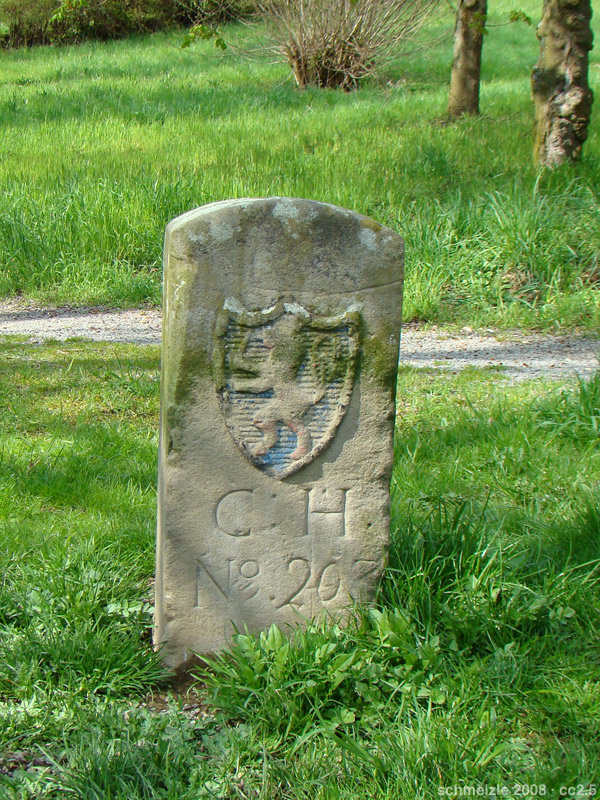
Badisch-hessischer Grenzstein von 1803–05 aus Zimmerhof, hessische Seite

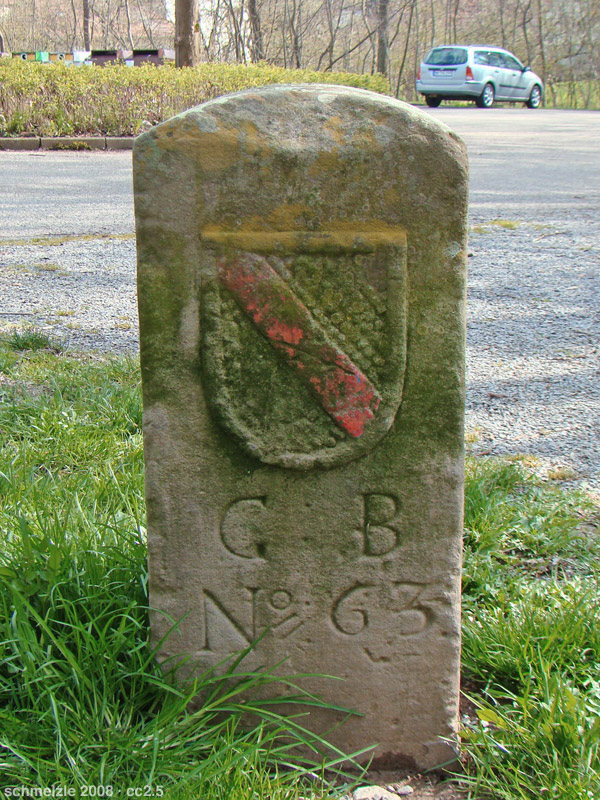
Badisch-hessischer Grenzstein, badische Seite

Der Hof bzw. der Ort teilt lange Zeit die Geschichte von Heinsheim, befand sich also bereits seit dem 10. Jahrhundert unter Oberhoheit des Bistums Worms. Die erste urkundliche Erwähnung datiert auf das Jahr 1307. Lehnsherren waren vom 12. bis zum 17. Jahrhundert die Herren von Ehrenberg, die außer dem Lehen auch Allodialbesitz erwarben.

### Teilung des Ortes 1658 bis 1806
Der letzte Ehrenberg, Hans Heinrich von Ehrenberg (1580 bis 1647) tauschte seinen Besitz 1637 mit den am Main gelegenen Ländereien seines Vetters Johann Conrad von Helmstatt. Das Bistum Worms wünschte eine klare Trennung des nun Helmstattschen Privatbesitzes von Wormser Lehensbesitz, was aber nach über 400-jähriger Entwicklung und Durchmengung der Besitzverhältnisse unmöglich war. Ab 1650 befasste sich das kaiserliche Kammergericht mit der Sache und beschied mit dem Ernberger Vertrag von 1655 eine Aufteilung des Zimmerhofs in eine Wormser und eine Helmstätter Hälfte, was 1658 vollzogen wurde.
Das Wormser Hochstift ließ auf seiner Hälfte eine Kellerei eröffnen, die später vom Oberamt Mosbach verwaltet wurde. Auf Wormser Initiative entstand 1772 auch das Gasthaus Zum Kreuz, das auch Umspannstation der kaiserlichen Post war. Die Helmstätter Hälfte jedoch gab abermals Anlass zu Streit, da sich die Erben von Johann Conrad von Helmstatt nach dessen Tod im Frühjahr 1677 über 20 Jahre um den Besitzanspruch stritten, worauf die Helmstätter Hinterlassenschaften unter kaiserliche Zwangsverwaltung gestellt wurden. Später hatte die Familie von Schade Anteil am Besitz.
1803 kam der ehemals Helmstätter Teil an Baden, während der Teil des aufgelösten Hochstifts Worms an die Landgrafen von Hessen fiel. Nahe der Kugelmühle erinnert ein badisch-hessischer Grenzstein an diese späte Zeit der Zweiteilung. 1805 erwarben die Freiherren von Racknitz den hessischen Teil des Zimmerhofs, 1806 kam der ganze Ort per Staatsvertrag zum Großherzogtum Baden.

### Eingemeindung 1935 und 1950
1935 wurde der Zimmerhof ein Ortsteil der selbstständigen Gemeinde Heinsheim und gehörte zunächst noch zum Landkreis Mosbach. Am 1. April 1950 wurde Zimmerhof nach Bad Rappenau umgemeindet und gelangte damit zum damaligen Landkreis Sinsheim. Seit der Kreisreform von 1973 gehört Bad Rappenau mit seinen Teilorten zum Landkreis Heilbronn. Bereits 1972 war auch Heinsheim nach Bad Rappenau eingemeindet worden.
Das etwa 200 Hektar umfassende Hofgut Zimmerhof ist seit 1865 an die Südzucker AG bzw. deren Vorläufer verpachtet. Seit 1989 wird auf den Flächen auch ein Golfclub betrieben.

### Starkes Wachstum seit 1991
Zimmerhof war bis ins späte 20. Jahrhundert noch ein sehr kleines Straßendorf. Zu Beginn des Zweiten Weltkriegs gab es etwa 120 Einwohner. Nach dem Zweiten Weltkrieg erhöhte sich die Einwohnerzahl durch den Zuzug von Heimatvertriebenen auf 275 Personen und wuchs dann bis 1989 durch die Ausweisung kleinerer Neubauflächen auf rund 400 Einwohner an. Seitdem ab 1991 das 19 Hektar große Neubaugebiet Hausflur entstanden ist, hat sich die Einwohnerzahl bis 2001 mit rund 1900 Einwohnern mehr als vervierfacht. Der Ort erhielt daraufhin einen Kindergarten, ein neues Schulhaus und 2004 erstmals auch Sitze im Bad Rappenauer Gemeinderat. Zimmerhof hat keine nennenswerte Infrastruktur und ist überwiegend ein Wohnort für Pendler der umliegenden Städte und Gemeinden.

## Sehenswürdigkeiten

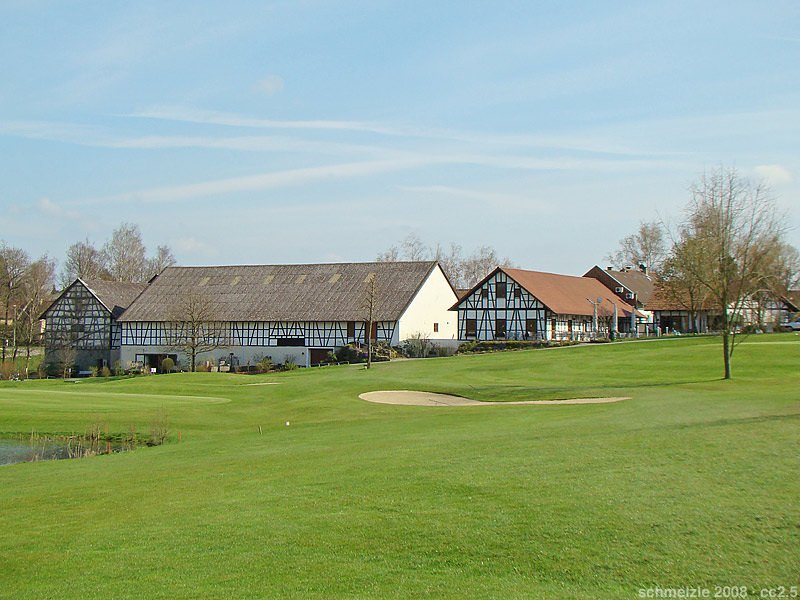
Gutshof mit Golfplatz

- Der historische Gutshof wurde nach einem Brand im 19. Jahrhundert neu errichtet. Das Anwesen wird vom Golfclub und einer Künstlergruppe genutzt.
- Das Gasthaus Goldenes Kreuz (heute Pizzeria Trianon) wurde 1772 erbaut. Über dem Eingang befindet sich das Wormser Wappen und die Jahreszahl 1773. Beim Gasthaus wurde anlässlich der Eingemeindung nach Bad Rappenau 1950 die Zimmerhoflinde gepflanzt.
- Im nördlich an den Gutshof anschließenden Fünfmühlental befinden sich fünf historische Mühlen. Die Kugelmühle, die Barthsmühle und die Sommersmühle befinden sich davon noch auf ehemals Zimmerhöfer Gemarkung.
- Das Alte Schul- und Rathaus wurde 1882 erbaut. Auf dem Dach trägt es ein Glockentürmchen. An der Fassade des Gebäudes ist eine Ehrentafel für die Kriegsteilnehmer 1870/71 angebracht.
- Am Römersee befindet sich die freigelegte römische Villa Rustica.

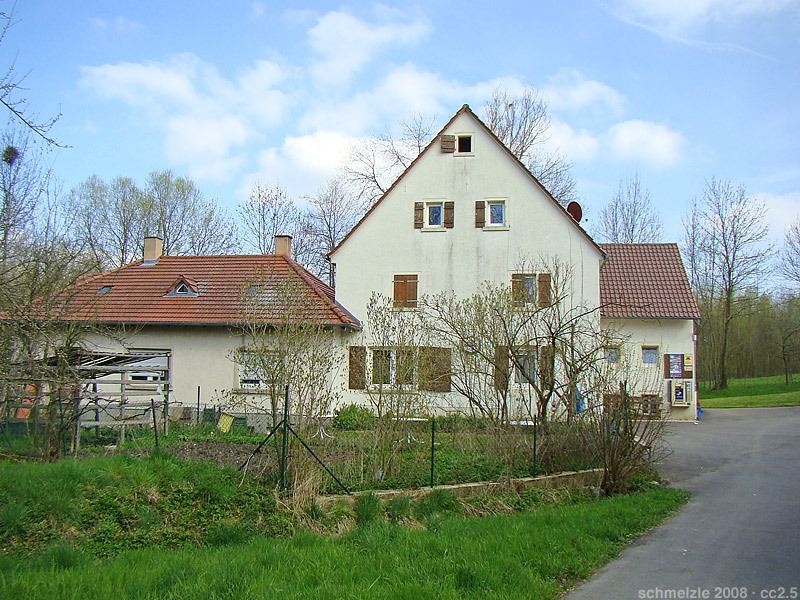
Kugelmühle
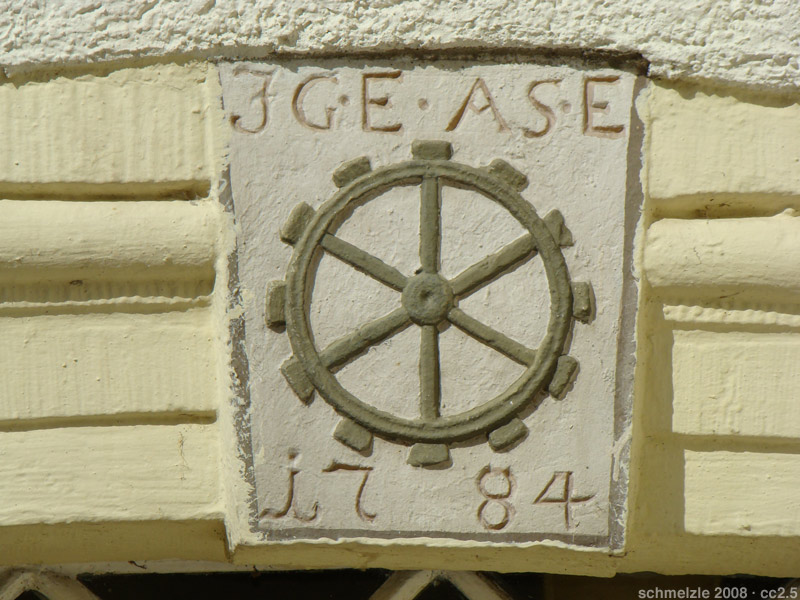
Kugelmühle, datiert 1784
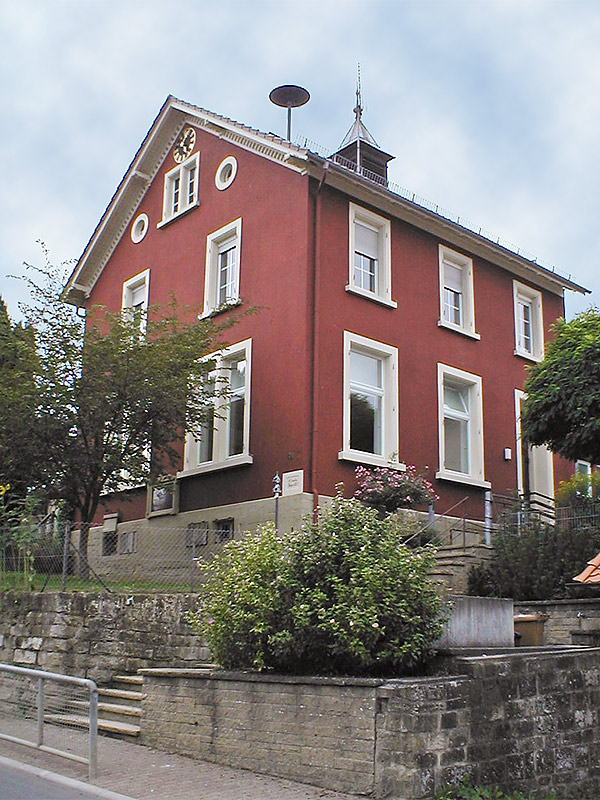
Altes Schulhaus von 1882